# 서울 진관사 소 독성상
진관사 소 독성상(津寬寺 塑 獨聖像)은 서울특별시 은평구에 있는 조선시대의 소조불이다. 2002년 3월 15일 서울특별시의 문화재자료 제11호로 지정되었다.

## 개요
이 불상은 현재 진관사 독성각에 봉안된 독성상으로 소조불이다. 독성은 나반존자라고도 하는데 남인도의 천태산에 거주하며 부처님의 수기를 받고 열심히 정진하는 나한 중의 한 분으로서 우리나라에서는 조선 후기에 산신 및 칠성과 함께 삼성각에 봉안하거나 따로 독성각에 봉안하여 신앙하였다.
독성상은 현재 소조의 불상에 채색을 하여 봉안하고 있는데 신체에 비하여 얼굴이 크고 두 손을 무릎 위에 댄 모습 등 칠성각의 석불좌상과 닮았다. 얼굴은 거의 사각형에 가까울 정도로 각이 졌는데 눈과 눈 사이가 멀고, 코가 우뚝 솟아 있으며, 입을 꼭 다물고 있는 등 의지가 강한 나한의 모습을 잘 표현하고 있다. 몸에 걸친 가사는 좌임(左임)으로, 왼쪽 어깨에는 가사를 고정한 금구장식이 표현되었다. 다소 긴 상체에 비하여 무릎이 낮아서 신체가 길어 보이며 낮게 표현된 무릎 위에 두 손을 단정히 대고 있다.
대부분 독성은 불화에서는 나이든 나한의 모습으로 표현되는 것이 원칙이지만 여기에서는 젊은 나한의 모습으로 표현한 것이 특이하다. 이 불상은 소조로 만든 독성상으로서 서울, 경기 일원에는 거의 남아 있지 않은 독성 조각이라는 점에서 중요한 의의가 있다. 또한 당시 독성상의 특징과 조각양식을 알 수 있는 자료로 평가된다.

## 참고 자료
- 진관사 소 독성상 - 국가유산청 국가유산포털